# Daniel Sarky
Daniel Orlic, dit Daniel Sarky, est un acteur français né le 3 février 1943 à Karlovac, en Yougoslavie, et mort le 5 décembre 1999 dans le 18e arrondissement de Paris.

## Biographie
Il a suivi les cours au Conservatoire national supérieur d'art dramatique (Promotion 1964).
Il est surtout connu pour son rôle de mari d'Emmanuelle. Auparavant, il a été la vedette en octobre novembre 1973 du feuilleton quotidien de la 2e chaîne ORTF Ton amour et ma jeunesse.
Il a orienté sa carrière essentiellement à la télévision participant comme invité à de nombreuses séries des années 70-80 telles Arsène Lupin, L'inspecteur mène l'enquête, Les Enquêtes du commissaire Maigret ou encore Commissaire Moulin.
Il meurt d'un cancer à l'âge de 56 ans, le 5 décembre 1999 à Paris 18e.

## Théâtre
- 1963 : Noces de sang de Federico Garcia Lorca, mise en scène Bernard Jenny, Théâtre du Vieux-Colombier
- 1964-1965 : Lucrèce Borgia de Victor Hugo, mise en scène Bernard Jenny, Théâtre du Vieux-Colombier, Festival du Marais, Grand Théâtre romain Lyon, Festival de Montauban, Théâtre des Galeries Bruxelles

## Filmographie

### Cinéma
- 1969 : Bye bye, Barbara : Marc
- 1973 : La Révélation d'Alain Lavalle
- 1974 : Le Pélican : Cazenave
- 1974 : Impossible... pas français
- 1974 : Emmanuelle : Jean
- 1977 : L'Imprécateur : Portal
- 1978 : La Jument vapeur : l'architecte
- 1980 : Ras le cœur de Daniel Colas : Le commissaire
- 1980 : Vivre libre ou mourir de Christian Lara  : Christophe Colomb
- 1981 : Asphalte : Le chirurgien
- 1981 : Les Filles de Grenoble de Joël Le Moigné
- 1982 : Une glace avec deux boules... de Christian Lara  : Daniel Dalbret
- 1983 : Zig Zag Story : Paul, le patron de Radio F1
- 1984 : L'Addition : Constantini[5]
- 1986 : Poussière d'ange de Edouard Niermans
- 1986 : Mon bel amour, ma déchirure de  José Pinheiro
- 1987 : Ennemis intimes : le partenaire de Mona dans la pub

### Télévision
- 1966 : Les Compagnons de Jéhu : Charles du Velay
- 1968 : Les bas fonds (téléfilm) : Vaska Pepel
- 1968 : Thibaud ou les Croisades : Gontrand des Beaux
- 1968 : Fortune: rôle sans nom
- 1972 : La tragédie de Vérone de Claude Barma
- 1972 : Les dossiers de maître Robineau (épisode : Cette mort si proche) de Nat Lilienstein
- 1972 : le 16 à Kerbriant : Antoine Kervarec
- 1972 : Les Boussardel : Ferdinand Boussardel
- 1973 : Ton amour et ma jeunesse : Bertrand Rainans [6]
- 1973 : Arsène Lupin prend des vacances : Leduc
- 1974 : L'aquarium, téléfilm de René Lucot : Alberto
- 1976 : L'inspecteur mène l'enquête 3 épisodes : L'inspecteur Chabert
- 1977 : Un juge, un flic de Denys de La Patellière, première saison (1977), épisode : un taxi pour l'ombre : Louis Audiat
- 1978 : Les Procès témoins de leur temps (épisode : La preuve par cinq) : Commissaire Monnentheuil
- 1979 : Le vérificateur de Pierre Goutas (épisode : Le P.D.G. gelé) : Lionel Pront
- 1980 : La Vie des autres (épisode : La crétoise) : Markos
- 1980 : Le marchand de Venise  de Jean Manceau : le prince du Maroc
- 1981 : Nana (mini-série) 4 épisodes
- 1981 : Le Cocu magnifique : Ludovicus
- 1981 : Les Gaietés de la correctionnelle (épisode : La Calamity du XIIIe) : Rabier
- 1981 : Henri IV de Jeannette Hubert : Belcredi
- 1982 :  Le pain dur (téléfilm) de Lazare Iglesis : Louis
- 1976-1984 : Au théatre ce soir (pièces : Mon coeur balance, 1976 : Louis; La rabouilleuse, 1976 : Le commandant Max Gilet; Dom Juan, 1984 : Dom Alonse)
- 1985 : Le vent du large de Marlène Bertin (série télévisée)
- 1988 : Allô, tu m'aimes ? : Séraphin
- 1988 : Les Enquêtes du commissaire Maigret : Maigret et le Voleur paresseux de Jean-Marie Coldefy : Commissaire Buffet
- 1989-1990 : Tribunal (série télévisée) 5 épisodes : Me Levallier
- 1990 : Commissaire Moulin (épisode : Bras d'honneur) : Balard
- 1991 : V comme vengeance (série télévisée) (épisode : Dérapages en blouses blanches ou les limites du partage) : M.Lemercier
- 1993 : Puissance 4 (série télévisée) (épisode : Bois d'ébène) : Louvier
- 1993 : La Tête en l'air (série télévisée) 8 épisodes : le père d'Adrien
- 1994 : Nestor Burma (série télévisée), saison 3, épisode 4 : Nestor Burma court la poupée, de Joël Séria : Pucci
- 1995 : Un ange passe de Guy Jorré : Kowak

## Doublage

### Cinéma
- 1984 : Voix additionnelles dans Dune : l'ambassadeur de la Guilde, un soldat Harkonnen
- 1987 : André The Giant : Fezzik dans Princess Bride
- 1989 : Dolph Lundgren : le Punisher dans Punisher
- 1989 : Tony Todd : dans Bird
- 1990 : Edward Walsh : dans 48 Heures de plus
- 1991 : Delroy Lindo : dans La Manière forte
- 1991 : Everett McGill : "Papa", "l'Homme" dans Le Sous-sol de la peur
- 1992 : Powers Boothe : Mace Ryan dans Rapid Fire
- 1992 : Charles Dance : Clemens dans Alien 3
- 1994 : Lance Henriksen : dans Max, le meilleur ami de l'homme

### Télévision
- Falcon Crest (série télévisée)
- Diplodo (série d'animation)